# بمب‌افکن (فیلم ۱۹۸۲)
«بمب‌افکن» (انگلیسی: Bomber) یک فیلم است که در سال ۱۹۸۲ منتشر شد. از بازیگران آن می‌توان به باد اسپنسر، والریا کاوالی، آنجلا کامپانلا و ریک باتالیا اشاره کرد.